# Faleasao
Faleasao è un villaggio delle Samoa Americane appartenente alla contea di Faleasao del Distretto Manu'a.